# Банк Шотландії
Банк Шотландії (англ. Bank of Scotland plc; plc — Public limited company, Відкрите акціонерне товариство) — комерційний і кліринговий банк заснований в Единбурзі, Шотландія. Історія банку починається у 17-го столітті, це другий найстаріший банк Великої Британії (Банк Англії був заснований на рік раніше), і є єдиною комерційною установою створеною Парламентом Шотландії, яка ще існує. Це також перший банк в Європі, який надрукував свої власні банкноти, він продовжує друкувати свої власні банкноти фунтів стерлінгів відповідно до правових механізмів, які дозволяють деяким британським банкам друкувати гроші.
17 вересня 2007 Правління і Компанія Банку Шотландії (The Governor and Company of the Bank of Scotland) став Банком Шотландії (Bank of Scotland plc), згідно з Законом про реорганізацію групи HBOS 2006 року (HBOS Group Reorganisation Act 2006). (The Governor and Company of the Bank of Scotland був дочірньою компанією холдингової компанії HBOS).
З 19 січня 2009 став ключовою частиною холдингу Lloyds Banking Group, який утворився після придбання HBOS холдингом Lloyds TSB Group.

## Історія

### Започаткування банківських послуг у Шотландії
Існують свідчення того, що великі італійські банкірські доми були активні в Шотландії в середні віки, і вони, мабуть, ввели поняття векселя. Італійці були залучені в передачу папських податків з Шотландії і слово «Банк» походить від італійського «Банко» (лавка), яке використовували італійські купці та лихварі.
До сімнадцятого століття дві групи в Единбурзі, купці та ювеліри, надають прості банківські послуги. Деякі з більш заможних купців були готові продовжити короткострокові кредити іншим на період між купівлею та перепродажем товару. Купці також виступали як міняйла і продавці іноземної валюти. Це була важлива функція оскільки Шотландія мала невелику економіку, тому іноземні монети були в обігу поряд з шотландськими. Ювеліри були також залучені в обмін грошей і іноземної валюти, а також торгівлю злитками золота і срібла.
Шотландських купців та ювелірів-банкірів спіткали ті ж проблеми, як і їх англійських колег, а саме — обмеженість ресурсів та незначний рівень операцій. Як і в Англії були ті, хто виступав за створення акціонерного банку (те, що ми знаємо сьогодні як товариство з обмеженою відповідальністю), і заснування Банку Англії в 1694 році розглядалось як корисний прецедент.

### Створення Банку Шотландії
The Governor and Company of the Bank of Scotland (Управляючий / Член правління / Правління і Компанія Банку Шотландії) був створений Актом Парламенту Шотландії від 17 липня 1695 р. і розпочав діяльність в лютому 1696 р. Хоча Банк Шотландії був створений незабаром після Банку Англії (1694 р.), це були дуже різні інституції. В той час як Банк Англії був створений спеціально для фінансування витрат англійського уряду на оборону, Банк Шотландії був створений Таємною радою Шотландії (шотландським урядом) для підтримки шотландського бізнесу, банку було заборонено кредитування уряду без схвалення парламенту. Засновницьким Актом банку було надано монополію на публічну банківську діяльність У Шотландії протягом 21 року, дозволено директорам банку підвищити статутний капітал до 1,200,000 шотландських фунтів (£ 100,000 фунтів стерлінгів), дав власникам (акціонерам) обмежену відповідальність, і заключний пункт Акту (відмінений лише в 1920 р.) зробив усіх народжених не в Шотландії власників натуралізованими шотландцями «у всіх відношеннях» (to all Intents and Purposes whatsoever — дослівно: для яких завгодно намірів і цілей). Англієць Джон Холланд був одним із засновників банку, а першим головним бухгалтером був Джордж Вотсон.

### 18 і 19 століття
Банк Шотландії був запідозрений в симпатії до якобітів. Його перший конкурент, Королівський банк Шотландії був утворений Королівською хартією (грамотою) в 1727. Це призвело до періоду великого суперництва між двома банками, оскільки вони вступили в бійку, щоб витіснити один одного з бізнесу. Хоча «Банківські війни» закінчилася приблизно у 1751 році, конкуренція незабаром виникла з інших джерел, оскільки інші шотландські банки були створені по всій країні. У відповідь на це Банк Шотландії сам почав відкривати філії по всій Шотландії. А першу філію у Лондоні відкрив у 1865 році.
Банк також взяв на себе ініціативу у становленні безпеки та стабільності всієї шотландської банківської системи, ці заходи стали ще більш важливими після краху шотландського Банку Ер (Ayr Bank) в 1772 році під час кризи, яка виникла після банкрутства лондонського банківського дому Ніл, Джеймс, Фордайс і Даун (Neal, James, Fordyce and Down). Шотландський Західний Банк збанкрутував у 1857 році, і Банк Шотландії виступив з іншими шотландськими банками гарантом погашення всіх векселів Західного Банку.

### 20-те століття
У 1950-х рр. Банк Шотландії був залучений до кількох злиттів і поглинань з різними банками. У 1955 році банк злився з Юніон Банком Шотландії. Банк також розширив споживче кредитування, купивши розташований в Честері банк Північно-Західні Цінні Папери (зараз Капітал Банк). У 1971 році Банк Шотландії домовився про злиття з Британським Лляним Банком (British Linen Bank), який належав Барклейс Банку. Злиття дозволило Барклейс Банку набути 35 % акцій Банку Шотландії, ця частка збереглася до 1990 року. Підрозділ торгового банкінгу Банку Шотландії був відновлений як Британський Лляний Банк (тепер відомий як HBOS Казначейські Послуги (HBOS Treasury Services)).
У 1959 році Банк Шотландії став першим банком у Великій Британії, який встановив комп'ютери для централізованої обробки рахунків. О 11 годині ранку 25 січня 1985 р. банк ввів Банківські Послуги для Дому та Офісу (HOBS — Home and Office Banking Services), — клієнти банку почали використовувати початкові технології віддаленого доступу на основі комп'ютерів та мереж зв'язку. Це було наслідком дворічної дослідної експлуатації системи, розробленої Банком Шотландії, за допомогою якої проводився невеликий об'ємів банківських операцій сумісно з Будівельним Товариством Нотінгему (Nottingham Building Society). Нова система HOBS надавала клієнтам доступ до своїх рахунків прямо на екрані телевізора, використовуючи телефонну мережу Prestel.

### Міжнародна експансія
Відкриття і розробка нових родовищ нафти в нафтогазоносній області Північного моря біля берегів Шотландії в 1970-х роках дозволило Банку Шотландії вийти на енергетичний сектор. Банк пізніше використав цей досвід фінансування в енергетичній галузі і поширив його на міжнародний рівень. Перший міжнародний офіс був відкритий в Х'юстоні, штат Техас, пізніше з'явилися нові офіси в США, Москві та Сінгапурі. У 1987 році Банк придбав Countrywide Bank з Нової Зеландії (згодом проданий Lloyds TSB в 1998 р.). Банк пізніше розширив присутність на австралійському ринку шляхом придбання Банку Західної Австралії, розташованого в місті Перт.